# Stephanie Shaw
Stephanie Shaw – amerykańska zapaśniczka. Brąz na mistrzostwach panamerykańskich w 2004 roku.